# 上町二丁目停留場
上町二丁目停留場（かみまちにちょうめていりゅうじょう）は、高知県高知市上町にあるとさでん交通伊野線の路面電車停留場。ネーミングライツにより、「社会医療法人仁生会 細木病院前」の副駅名が付与されている。

## 歴史
伊野線はとさでん交通の前身土佐電気鉄道によって1904年（明治37年）に開業、2年後の1906年（明治39年）に延伸を果たした。当停留場はこの延伸に際して、本町筋二丁目停留場（ほんちょうすじにちょうめていりゅうじょう）の名で開業した。1936年（昭和11年）には町名変更により表記を「本丁筋二丁目」に変更したが、1944年（昭和19年）に廃止。再び営業を再開したのは1966年（昭和41年）のことで、停留場名はこのとき上町二丁目に改称された。

### 年表
- 1906年（明治39年）10月9日：土佐電気鉄道の本町筋二丁目停留場として開業[2]。
- 1936年（昭和11年）8月1日：本丁筋二丁目停留場に改称[2]。
- 1944年（昭和19年）4月1日：廃止[2]。
- 1966年（昭和41年）8月10日：上町二丁目停留場の名称で再開業[2]。
- 2014年（平成26年）10月1日：土佐電気鉄道が高知県交通・土佐電ドリームサービスと経営統合し、とさでん交通が発足[4]。とさでん交通の停留場となる。

## 停留場構造
上町二丁目停留場は伊野線の併用軌道区間にあり、ホームは道路上に設けられている。ホームは2面あり、東西方向に伸びる2本の線路を挟み込むように配されているが、互いのホーム位置は東西方向にずれている。東にあるのがはりまや橋方面行きのホーム、西にあるのが伊野方面行きのホーム。伊野方面行きのホームは上町三丁目、はりまや橋方面行きのホームは二丁目に位置する。

## 停留場周辺
- 鏡川
- 高知県立盲学校
- 高知市立第四小学校
- 高知市立城西中学校
- 高知警察署上町交番
- 国道33号
- 高知県道270号弘瀬高知線
- 高知信用金庫上街支店

北へ約1キロメートル（徒歩約10分）の距離には四国旅客鉄道（JR四国）土讃線の円行寺口駅がある。

## 路線バス
「上町二丁目」バス停留所があり、以下の路線が乗り入れる。
| 乗場   | 系統 | 主要経由地                                     | 行先                 | 運行会社     | 備考       |
| ------ | ---- | ---------------------------------------------- | -------------------- | ------------ | ---------- |
| 西     | F2   | 堺町、高知駅前、塩田町、イオンモール高知       | 一宮高知営業所       | とさでん交通 |            |
| 西     | G1   | 堺町、高知駅前                                 | 高知駅バスセンター   | とさでん交通 |            |
| 西     | G2   | 堺町、高知駅前、比島                           | 一宮高知営業所       | とさでん交通 |            |
| 西     | G4   | 堺町、高知駅前、比島、一宮高知営業所           | 医大病院             | とさでん交通 | 土休日運転 |
| 西     | G5   | 堺町、高知駅前、比島、一宮高知営業所、医大病院 | オフィスパーク第二   | とさでん交通 | 土休日運休 |
| 西     | G6   | 堺町、高知駅前、比島、一宮高知営業所、医大病院 | 領石出張所           | とさでん交通 |            |
| 西     | G10  | 堺町、高知駅前、杉井流東                       | 一宮高知営業所       | とさでん交通 |            |
| 西     | K4   | 堺町、西高須通、潮見台ターミナル               | 潮見台三丁目         | とさでん交通 | 土休日運休 |
| 西     | P2   | 堺町、中央市場前、十津                         | 種崎                 | とさでん交通 |            |
| 西     | S1   | 堺町、桟橋通五丁目、横浜、長浜営業所           | みませ               | とさでん交通 |            |
| 西     | S2   | 堺町、桟橋通五丁目、横浜                       | 長浜営業所           | とさでん交通 |            |
| 西     | S3   | 堺町、桟橋通五丁目、横浜、長浜営業所           | 桂浜                 | とさでん交通 |            |
| 西     | T1   | 堺町                                           | 桟橋車庫             | とさでん交通 | 休日運休   |
| 西     | T3   | 堺町、桟橋通五丁目、横浜、横浜ニュータウン     | 南ニュータウン       | とさでん交通 |            |
| 東     | A1   | 杓田市商前                                     | 鳥越                 | とさでん交通 | 土休日運休 |
| 東     | A2   | 杓田市商前、鳥越                               | 川口                 | 県交北部交通 |            |
| 東     | A3   | 杓田市商前、鳥越、川口                         | 行川                 | 県交北部交通 |            |
| 東     | W1   | 月の瀬橋                                       | 土佐塾高             | とさでん交通 |            |
| 東     | W2   | 月の瀬橋、南ニュータウン一丁目                 | リハビリセンター     | とさでん交通 |            |
| 東     | W3   | 月の瀬橋                                       | 船岡南団地           | とさでん交通 |            |
| 東     | X1   | 石立団地、神田本村                             | 吉野                 | とさでん交通 |            |
| 東     | X2   | 石立団地、神田本村、春野役場前                 | 仁野                 | 県交北部交通 |            |
| 東     | X3   | 石立団地、下針木                               | 天王ニュータウン     | とさでん交通 |            |
| 東     | X4   | 石立団地、下針木、天王ニュータウン             | 八田                 | とさでん交通 |            |
| 東     | X5   | 石立団地、新川通、土佐市役所前                 | 高岡営業所           | とさでん交通 |            |
| 東     | Y1   | 朝倉駅前、国立病院前                           | 学芸高校             | とさでん交通 | 休日運休   |
| 東     | Y2   | 朝倉駅前、国立病院前                           | 天王ニュータウン     | とさでん交通 |            |
| 東     | Y3   | 朝倉駅前、国立病院前、天王ニュータウン         | 仁野                 | とさでん交通 |            |
| 東     | Y4   | 朝倉駅前、国立病院前、土佐市役所前             | 高岡営業所           | とさでん交通 |            |
| 東     | Y5   | 朝倉駅前、国立病院前、土佐市役所前、須崎駅前   | 須崎営業所           | とさでん交通 |            |
| 東     | Y6   | 朝倉駅前、国立病院前                           | 宇佐                 | とさでん交通 |            |
| 東     | Z1   | 八代                                           | すこやかセンター伊野 | 県交北部交通 |            |
| 東     | Z2   | 朝倉駅前、伊野駅、高岩                         | 狩山口               | 県交北部交通 |            |
| 東     | Z3   | 朝倉駅前、伊野駅、高岩                         | 土居                 | 県交北部交通 |            |
| 東     | Z4   | 朝倉駅前、伊野駅、高岩、土居                   | 長沢                 | 県交北部交通 |            |
| 東     | Z6   | 八代、伊野駅、高岩                             | 狩山口               | 県交北部交通 |            |
| 北上り | E3   | 堺町、高知駅前、愛宕町二丁目、万々             | 観月坂中央           | とさでん交通 | 土休日運休 |
| 北上り | G1   | 堺町、高知駅前                                 | 高知駅バスセンター   | とさでん交通 |            |
| 北上り | G2   | 堺町、高知駅前、比島                           | 一宮高知営業所       | とさでん交通 |            |
| 北上り | G5   | 堺町、高知駅前、比島、一宮高知営業所、医大病院 | オフィスパーク第二   | とさでん交通 | 土休日運休 |
| 北上り | S2   | 堺町、桟橋通五丁目、横浜                       | 長浜営業所           | とさでん交通 |            |
| 北上り | T1   | 堺町                                           | 桟橋車庫             | とさでん交通 |            |
| 北下り | B1   | 宗安寺分岐、奥福井西                           | 鳥越                 | とさでん交通 |            |
| 北下り | B2   | 宗安寺分岐                                     | 観月坂中央           | とさでん交通 |            |
| 北下り | B3   | 宗安寺分岐、観月坂中央                         | 円光寺下             | 県交北部交通 |            |
| 南上り | G1   | 堺町、高知駅前                                 | 高知駅バスセンター   | とさでん交通 |            |
| 南上り | G2   | 堺町、高知駅前、比島                           | 一宮高知営業所       | とさでん交通 |            |
| 南上り | G11  | 堺町、高知駅前、金田橋                         | 一宮高知営業所       | とさでん交通 |            |
| 南上り | G12  | 堺町、高知駅前、金田橋、一宮高知営業所         | トーメン団地         | とさでん交通 |            |
| 南上り | S2   | 堺町、桟橋通五丁目、横浜                       | 長浜営業所           | とさでん交通 |            |
| 南上り | T3   | 堺町、桟橋通五丁目、横浜、横浜ニュータウン     | 南ニュータウン       | とさでん交通 |            |
| 南上り | T6   | 堺町、桟橋通五丁目、横浜、横浜ニュータウン     | 春野運動公園中央     | とさでん交通 |            |

## 隣の停留場
とさでん交通
伊野線
上町一丁目停留場 - 上町二丁目停留場 - 上町四丁目停留場